# ダボン・ゴジョー
ダボン・モンテル・ゴジョー（Davon Montel Godchaux、1994年11月11日 - ）は、アメリカ合衆国ルイジアナ州プラケマイン出身のアメリカンフットボール選手。ポジションはディフェンシブタックル（DT）。NFLのニューオーリンズ・セインツに所属している。
カレッジフットボールはLSUでプレーをし、2017年のNFLドラフトで5巡目全体178位指名をされ、マイアミ・ドルフィンズに入団した。2017年から2020年までプレーしたのち、2021年にニューイングランド・ペイトリオッツに移籍した。

## 高校時代
ルイジアナ州プラケマイン出身のゴジョーは、プラケマイン高校に通い、全州代表のディフェンシブラインとしてプレーした。彼は2012年のジュニアシーズンに60タックル（22ロスタックル）、4.5サックを記録し、4Aクラスのオールステートのファーストチームという栄誉を獲得した。4年生のシーズン開幕戦で、前十字靭帯を損傷し、残りのシーズンを欠場した。それにも関わらず、彼はUSアーミーオールアメリカンとして名誉を与えられ、ボウルゲームに参加した。ESPNによって、4つ星の新人と評価されたゴジョーは、ミシシッピ大学、オーバーン大学、UCLAなどからのオファーがあったが、最終的にLSUを選んだ。

## 大学時代
LSUでゴジョーは、26試合に先発出場した。彼は、2014年のトゥルーフレッシュマンシーズンに3試合先発出場したのち、LSUの3-4ディフェンスでディフェンシブエンドのローテーションプレーヤーとしてプレーした。ジュニアイヤーに、ゴジョーはタックル62回（ロスタックル8.5回）、サック6.5回、パスカット1回、ファンブルリカバリー2回を記録した。彼は2016年のシトラスボウルの翌日に2017年のNFLドラフトへの参加を表明した。

## プロキャリア

### マイアミ・ドルフィンズ時代
ゴジョーはNFLコンバイン中に筋断裂を起こしたため、すべてのドリルを行うことができなかった。
| 6 ft 3+3⁄8 in (191 cm)            | 310 lb (141 kg) | 32+3⁄8 in (82 cm) | 10+1⁄4 in (26 cm) | 5.27 s | 1.84 s | 20 回 |
| All values from 2017 NFL Combine. |                 |                   |                   |        |        |       |

ゴジョーは、2017年のNFLドラフトで5巡目全体178位指名をされ、ドルフィンズに入団した。
2020年8月5日にチームによってリザーブ/COVID-19リストに入れられ、2日後にリストからアクティブ登録された。彼は2020年10月16日に故障者リストに入れられた。

### ニューイングランド・ペイトリオッツ時代
2021年3月23日にニューイングランド・ペイトリオッツと2年間の契約を結んだ。2022年7月27日に契約延長にサインした。2024年7月31日、契約最終年を前に、ペイトリオッツと2年1,650万ドルの契約延長を行った。

### ニューオーリンズ・セインツ時代
2025年3月10日、2026年のドラフト7巡指名権とのトレードで、ニューオーリンズ・セインツへ移籍した。